# Dominion (kaartspel)
Dominion is een kaartspel dat ontworpen werd door Donald X. Vaccarino. Het deckbuildingspel werd in 2008 voor de eerste keer uitgegeven. Naast de Engelstalige versie van het spel, uitgegeven door Rio Grande Games, wordt het spel uitgegeven in verschillende andere talen. De Nederlandstalige versie wordt uitgegeven door 999 Games. Het spel won in 2009 onder meer de prestigieuze prijzen Spiel des Jahres en Deutscher Spiele Preis.

## Opzet van het spel
Het opzet van het spel is om zo veel mogelijk overwinningspunten te behalen. De speler met de meeste overwinningspunten op het einde van het spel wint het spel. Overwinningspunten kunnen gekocht of verworven worden door middel van het verwerven van overwinningskaarten, met name door de aanschaf van 'landgoederen', goed voor één punt, 'hertogdommen', goed voor drie punten en 'provincies', goed voor zes punten. Naast deze drie overwinningskaarten die in elk spel aanwezig zijn, zijn er nog andere overwinningskaarten. Daarnaast bestaan er vloeken, dit zijn kaarten met een negatief saldo.
Een derde soort kaarten zijn de geldkaarten, die kunnen alles kopen, zoals andere geldkaarten, overwinningskaarten en ten slotte actiekaarten. De actiekaarten zijn de meest veelzijdige kaarten uit het spel. Elke actiekaart heeft zijn eigen regels en je kunt er onder meer extra beurten, extra aankopen etc. mee verdienen.
De standaard overwinningskaarten en geldkaarten zijn bij ieder spel aanwezig. Hiernaast worden er voorafgaand aan het spel tien extra stapels gemaakt, elk van een willekeurige kaart van de beschikbare set of sets. Dit zijn meestal actiekaarten, maar het kunnen ook speciale overwinningskaarten of geldkaarten zijn, reactiekaarten (die mogen worden getoond of gespeeld als een bepaalde situatie zich voordoet) of kaarten met een combinatie van types. Doordat steeds met een andere, willekeurige verzameling kaarten wordt gespeeld, ontstaat er variatie in de spellen: Strategieën die in sommige gevallen goed werken, zijn in andere situaties zwak of onmogelijk.
Een speler start zijn beurt doorgaans met vijf kaarten die hij aan het einde van zijn vorige beurt getrokken heeft. Soms heeft hij minder of meer kaarten door een actie van een medespeler. Dan mag hij een actiekaart spelen. De eerste actiekaart kan recht geven op een extra actie, een extra aankoop, het trekken van extra kaarten enz. Nadat alle acties zijn gedaan mag een speler met de geldkaarten in zijn hand - en extra geld uit andere bronnen - een aankoop doen, een nieuwe actiekaart, geldkaart of overwinningskaart. Soms heeft hij een extra aankoop door het spelen van een actie. Daarna gaan alle gespeelde kaarten en degene die hij nog in zijn hand heeft in zijn aflegstapel en trekt hij vijf nieuwe kaarten van zijn trekstapel. Wanneer zijn trekstapel leeg is, schudt hij zijn aflegstapel, dat weer trekstapel wordt.
Een spel is ten einde wanneer er drie stapels kaarten verdwenen zijn, of wanneer de stapel met provincies (of die met kolonies, een extra landkaart in de Welvaart-uitbreiding) verdwenen is. Daarna tellen de spelers hun overwinningspunten. De speler met de meeste punten wint het spel. Bij gelijk puntenaantal wint een eventuele speler die minder beurten gehad heeft.

## Uitgaven
Momenteel zijn er in het Nederlands zestien spellen uitgegeven, waarvan twee autonome en dertien uitbreidingen.
- 2008, Dominion basisspel, autonoom, 500 kaarten
- 2009, Intrige, autonoom, 500 kaarten (later opnieuw uitgebracht als uitbreiding)
- 2009, Hijs de Zeilen, uitbreiding, 300 kaarten
- 2010, De Alchemisten, uitbreiding, 150 kaarten
- 2010, Welvaart, uitbreiding, 300 kaarten
- 2011, Het Achterland, uitbreiding, 300 kaarten
- 2012, Overvloed, uitbreiding, 150 kaarten
- 2012, De Donkere Middeleeuwen, uitbreiding, 500 kaarten
- 2013, De Gilden, uitbreiding, 150 kaarten
- 2015, Avonturen, uitbreiding, 400 kaarten
- 2016, Keizerrijken, uitbreiding, 300 kaarten
- 2018, Nocturne, uitbreiding, 500 kaarten
- 2018, Renaissance, uitbreiding, 300 kaarten
- 2020, Menagerie, uitbreiding, 400 kaarten
- 2022, Bondgenoten, uitbreiding, 400 kaarten
- 2023, Plunderen, uitbreiding 400 kaarten

Daarnaast zijn er een aantal zogenaamde promotiekaarten ook in het Nederlands verschenen.
- 2009, Gezant
- 2010, Geldbuidel
- 2014, Prins
- 2017, Ontmantelen